# Ricardo Cortez
Ne pas confondre avec le mathématicien Ricardo Cortez.
Ricardo Cortez (1899-1977) est un acteur et réalisateur américain d'origine autrichienne.

## Biographie
Né Jacob Krantz à New York de parents autrichien et hongrois émigrés aux États-Unis, il travaille d'abord comme coursier à Wall Street avant de se diriger vers le cinéma. La Paramount l'engage sur son physique séduisant de latin lover pour assurer la relève d'un Rudolph Valentino, mais Cortez n'atteindra jamais sa notoriété. Il fait ses débuts au cinéma muet en même temps que les débuts américains de Garbo, avec laquelle il partage l'affiche du film Le Torrent (1926). À l'avènement du parlant, il passe relativement bien le cap, cependant, il se voit relégué à des rôles secondaires dans des films mineurs qui n'exploitent pas son potentiel d'acteur. Il se lance dans la réalisation à la fin des années 1930 avant de quitter définitivement le cinéma à la fin des années 1950 et de revenir à Wall Street comme banquier.
Il fut marié à l'actrice du muet Alma Rubens de 1926 à sa mort en 1931, et était le frère aîné de Stanley Cortez, qui fit aussi carrière au cinéma comme directeur de la photographie.

## Filmographie partielle

### Comme acteur

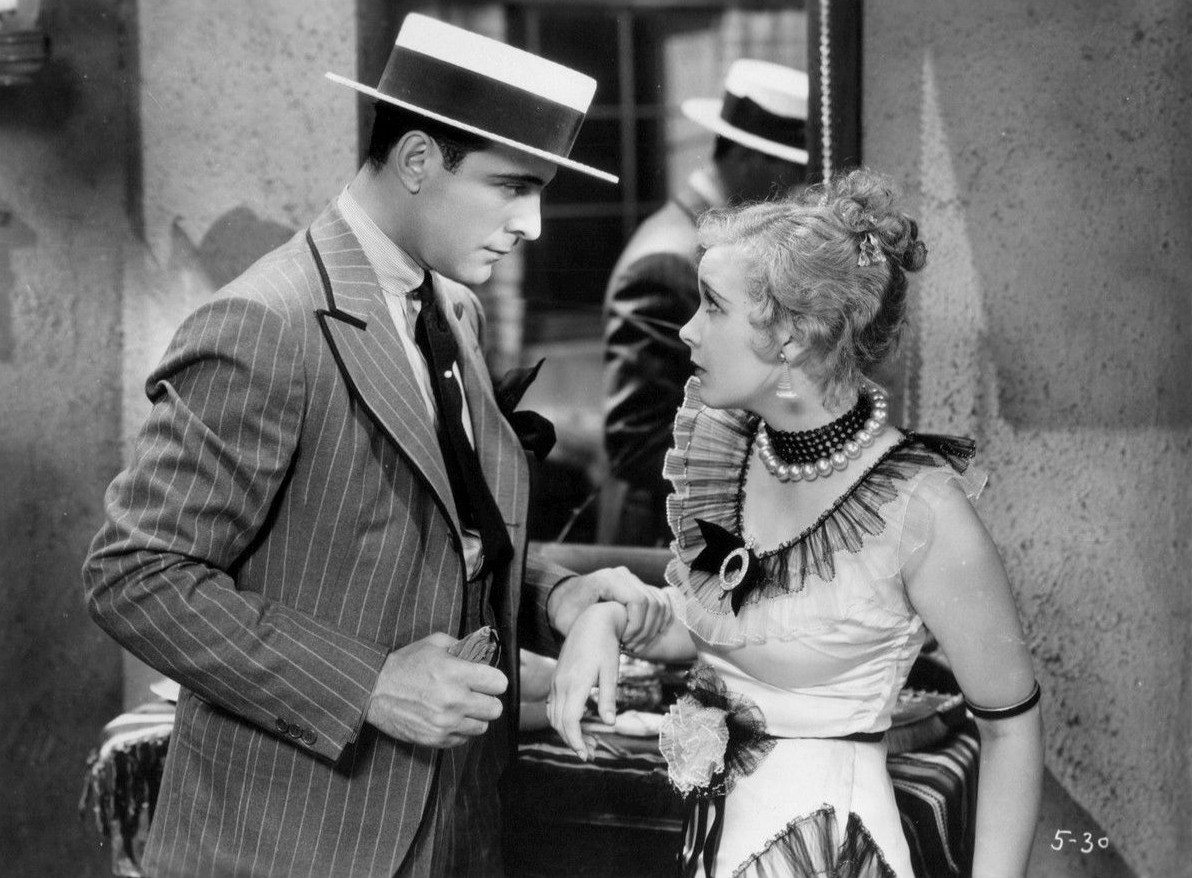
Avec Helen Twelvetrees dans Son homme (1930).

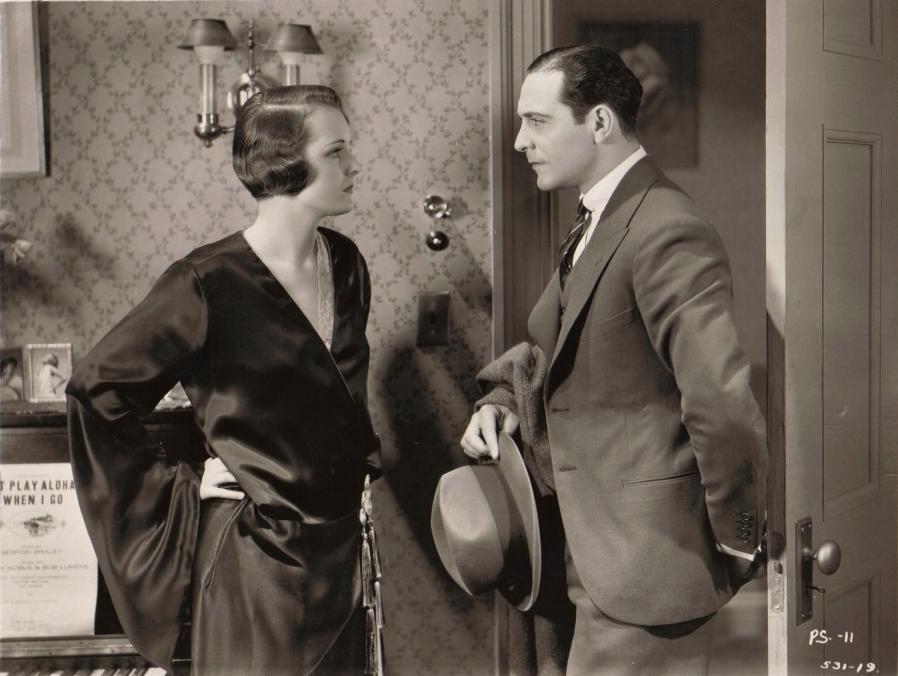
Avec Mary Astor dans Behind Office Doors (1931).

- 1923 : Un gentilhomme d'Amérique (The Gentleman from America) de Edward Sedgwick (non crédité)
- 1923 : L'Appel de la vallée (The Call of the Canyon) de Victor Fleming
- 1924 : Scandale (A Socitey Scandal) d'Allan Dwan : Harrison Peters
- 1924 : Le Tango tragique d'Allan Dwan
- 1924 : The Next Corner de Sam Wood
- 1924 : O sole mio (This Woman) de Phil Rosen
- 1925 : In the Name of Love d'Howard Higgin
- 1925 : The Pony Express de James Cruze
- 1925 : Matador (The Spaniard) de Raoul Walsh  : Don Pedro de Barrego
- 1925 : Not So Long Ago de Sidney Olcott : Billy Ballard
- 1926 : Le Torrent (Torrent) de Monta Bell : Don Rafael Brull
- 1926 : The Cat's Pajamas de William A. Wellman : Don Cesare Gracco
- 1926 : Le Corsaire masqué (The Eagle of the Sea) de Frank Lloyd
- 1926 : Volcano de William K. Howard
- 1929 : Loin du ghetto (The Younger Generation) de Frank Capra
- 1929 : The Phantom in the House de Phil Rosen
- 1929 : The Lost Zeppelin d'Edward Sloman
- 1930 : Montana Moon de Malcolm St. Clair : Jeffrey 'Jeff' Pelham
- 1930 : Son homme (Her Man) de Tay Garnett : Johnnie
- 1931 : Le Faucon maltais (The Maltese Falcon) de Roy Del Ruth : Sam Spade
- 1931 : Illicit d'Archie Mayo : Price Baines
- 1931 : Transgression de Herbert Brenon : Don Arturo de Borgus
- 1931 : Bad Company de Tay Garnett
- 1931 : Behind Office Doors de Melville W. Brown : Ronnie Wales
- 1931 : Ten Cents a Dance de Lionel Barrymore : Bradley Carlton
- 1931 : White Shoulders de Melville W. Brown
- 1932 : L'Âme du ghetto (Symphony of Six Million) de Gregory La Cava : Dr. Felix 'Felixel' Klauber
- 1932 : Une femme survint (Flesh) de John Ford : Nicky
- 1932 : Hypnose (Thirteen Women) de George Archainbaud : Sergent de police Barry Clive
- 1932 : Le Fantôme de Crestwood (The Phantom of Crestwood) de J. Walter Ruben : Gary Curtis
- 1933 : Mystérieux Week-end (Broadway Bad) de Sidney Lanfield : Craig Cutting
- 1933 : Rose de minuit (Midnight Mary) de William A. Wellman : Leo Darcy
- 1933 : Chanteuse de cabaret (Torch Singer) d'Alexander Hall et George Somnes : Tony Cummings
- 1933 : Sa douce maison (The House on 56th Street) de Robert Florey : Bill Blaine
- 1934 : L'Oiseau de feu (The Firebird) de William Dieterle
- 1934 : The Big Shakedown de John Francis Dillon : Dutch Barnes
- 1934 : Wonder Bar de Lloyd Bacon et Busby Berkeley : Harry
- 1934 : A Lost Lady, d'Alfred E. Green : Frank Ellinger
- 1934 : Mandalay de Michael Curtiz : Tony Evans
- 1935 : L'Ombre du doute (Shadow of Doubt) de George B. Seitz
- 1935 : Agent spécial (Special Agent) de William Keighley : Alexander Carston
- 1935 : Émeutes (Frisco Kid) de Lloyd Bacon : Paul Morra
- 1936 : Le Mort qui marche (The Walking Dead) de Michael Curtiz : Nolan
- 1936 : Postal Inspector d'Otto Brower : Inspecteur Bill Davis
- 1937 : À l'est de Shanghaï (West of Shangaï) de John Farrow : Gordon Creed
- 1937 : Sa dernière carte (Her Husband Lies) d'Edward Ludwig
- 1939 : Mr. Moto's Last Warning de Norman Foster
- 1941 : A Shot in the Dark, de William C. McGann
- 1946 : Le Médaillon (The Locket) de John Brahm : Drew Bonner
- 1947 : Blackmail de Lesley Selander
- 1958 : La Dernière Fanfare (The Last Hurrah) de John Ford : Sam Weinberg

### Réalisateur

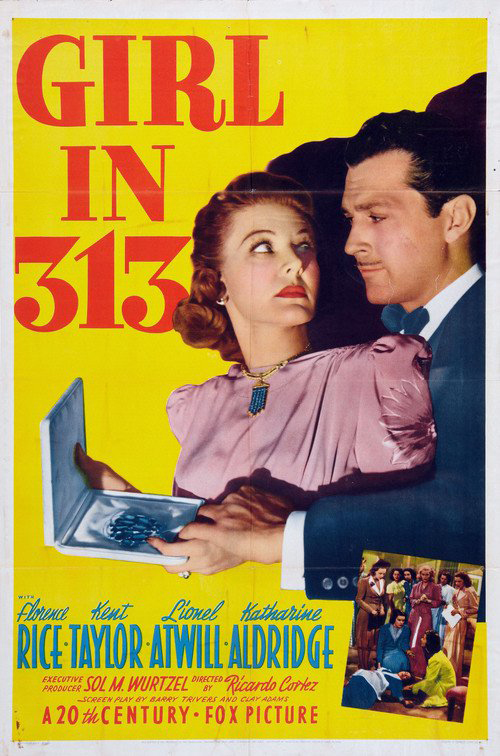
Affiche du film Girl in 313 (1940).

- 1939 : Heaven with a Barbed Wire Fence
- 1939 : The Escape
- 1939 : Chasing Danger
- 1939 : Inside Story
- 1940 : City of Chance
- 1940 : Free, Blonde and 21
- 1940 : Girl in 313

## Sources
D'après l'ouvrage 500 stars de Hollywood et d'ailleurs, Ed. Gründ, 1985